# Абрахам, Эльмар
Эльмар Абрахам (швед. Elmar Abraham; араб. إلمار أبراهام‎; род. 1 марта 1999, Шёвде) — сирийский и шведский футболист, полузащитник «Шёвде» и национальной сборной Сирии.

## Клубная карьера
Является воспитанником «ИФК Шёвде». В его составе в 2015 году дебютировал во втором шведском дивизионе. В общей сложности провёл за клуб 59 игр и забил один мяч. В марте 2018 года перешёл в другой местный клуб — «Шёвде». Первые четыре сезона провёл за клуб в первом дивизионе. В конце 2020 года у него закончился контракт с клубом и в декабре Абрахам вернулся в «ИФК Шёвде». Но из-за перенося начала сезона во втором дивизионе в марте 2021 года вернулся в «Шёвде». По результатам сезона клуб занял второе место в турнирной таблице и, обыграв в стыковых матчах «Акрополис», вышел в Суперэттан. 3 апреля 2022 года в матче с «Эстерсундом» полузащитник дебютировал в турнире. На 93-й минуте встречи он забил гол, который принёс его команде победу со счётом 3:2.

## Карьера в сборной
В октябре 2023 был впервые вызван в национальную сборную Сирии. 17 октября дебютировал в её составе в товарищеском матче с Кувейтом, появившись на поле после перерыва. В январе 2024 года был включён в состав сборной на финальный турнир Кубка Азии в Катаре, но на поле не выходил.

## Личная жизнь
Старший брат Саргон Абрахам также профессиональный футболист.

## Клубная статистика
| Выступление      | Выступление      | Выступление      | Лига | Лига | Кубки | Кубки | Конт. кубки | Конт. кубки | Разное | Разное | Итого | Итого |
| Клуб             | Лига             | Сезон            | Игры | Голы | Игры  | Голы  | Игры        | Голы        | Игры   | Голы   | Игры  | Голы  |
| ---------------- | ---------------- | ---------------- | ---- | ---- | ----- | ----- | ----------- | ----------- | ------ | ------ | ----- | ----- |
| ИФК Шёвде        | Дивизион 2       | 2015             | 22   | 1    | 1     | 0     | 0           | 0           | 0      | 0      | 23    | 1     |
| ИФК Шёвде        | Дивизион 3       | 2016             | 18   | 0    | 0     | 0     | 0           | 0           | 0      | 0      | 18    | 0     |
| ИФК Шёвде        | Дивизион 3       | 2017             | 18   | 0    | 0     | 0     | 0           | 0           | 0      | 0      | 18    | 0     |
| ИФК Шёвде        | Итого            | Итого            | 58   | 1    | 1     | 0     | 0           | 0           | 0      | 0      | 59    | 1     |
| Шёвде            | Дивизион 1       | 2018             | 25   | 0    | 2     | 0     | 0           | 0           | 0      | 0      | 27    | 0     |
| Шёвде            | Дивизион 1       | 2019             | 22   | 1    | 1     | 0     | 0           | 0           | 0      | 0      | 23    | 1     |
| Шёвде            | Дивизион 1       | 2020             | 28   | 3    | 0     | 0     | 0           | 0           | 0      | 0      | 28    | 3     |
| Шёвде            | Дивизион 1       | 2021             | 25   | 2    | 1     | 0     | 0           | 0           | 2      | 0      | 28    | 2     |
| Шёвде            | Суперэттан       | 2022             | 29   | 1    | 1     | 0     | 0           | 0           | 0      | 0      | 30    | 1     |
| Шёвде            | Суперэттан       | 2023             | 27   | 1    | 3     | 0     | 0           | 0           | 1      | 0      | 31    | 1     |
| Шёвде            | Суперэттан       | 2024             | 18   | 0    | 3     | 0     | 0           | 0           | 0      | 0      | 21    | 0     |
| Шёвде            | Итого            | Итого            | 174  | 8    | 11    | 0     | 0           | 0           | 3      | 0      | 188   | 8     |
| Всего за карьеру | Всего за карьеру | Всего за карьеру | 232  | 9    | 12    | 0     | 0           | 0           | 3      | 0      | 247   | 9     |

## Статистика в сборной
| Матчи и голы Эльмара Абрахама за национальную сборную Сирии | Матчи и голы Эльмара Абрахама за национальную сборную Сирии | Матчи и голы Эльмара Абрахама за национальную сборную Сирии | Матчи и голы Эльмара Абрахама за национальную сборную Сирии | Матчи и голы Эльмара Абрахама за национальную сборную Сирии | Матчи и голы Эльмара Абрахама за национальную сборную Сирии |
| №                                                           | Дата                                                        | Оппонент                                                    | Счёт                                                        | Голы                                                        | Соревнование                                                |
| ----------------------------------------------------------- | ----------------------------------------------------------- | ----------------------------------------------------------- | ----------------------------------------------------------- | ----------------------------------------------------------- | ----------------------------------------------------------- |
| 1                                                           | 17 октября 2023                                             | Кувейт                                                      | 1:2                                                         | 0                                                           | Товарищеский матч                                           |
| 2                                                           | 5 января 2024                                               | Кыргызстан                                                  | 1:1                                                         | 0                                                           | Товарищеский матч                                           |
| 3                                                           | 21 марта 2024                                               | Мьянма                                                      | 1:1                                                         | 0                                                           | Отборочные матчи ЧМ-2026                                    |
| 4                                                           | 26 марта 2024                                               | Мьянма                                                      | 7:0                                                         | 0                                                           | Отборочные матчи ЧМ-2026                                    |
| 5                                                           | 11 июня 2024                                                | Япония                                                      | 0:5                                                         | 0                                                           | Отборочные матчи ЧМ-2026                                    |

Итого:5 матчей и 0 голов; 1 победа, 2 ничьи, 2 поражения.